# Vauhallan
Vauhallan és un municipi francès, situat al departament de l'Essonne i a la regió de Illa de França. L'any 2007 tenia 2.004 habitants.
Forma part del cantó de Gif-sur-Yvette i districte de Palaiseau. I des del 2016 de la Comunitat d'aglomeració París-Saclay.

## Demografia

### Població
El 2007 la població de fet de Vauhallan era de 2.004 persones. Hi havia 742 famílies, de les quals 168 eren unipersonals (64 homes vivint sols i 104 dones vivint soles), 241 parelles sense fills, 289 parelles amb fills i 44 famílies monoparentals amb fills.
La població ha evolucionat segons el següent gràfic:
Habitants censats

### Habitatges
El 2007 hi havia 801 habitatges, 759 eren l'habitatge principal de la família, 14 eren segones residències i 28 estaven desocupats. 696 eren cases i 98 eren apartaments. Dels 759 habitatges principals, 654 estaven ocupats pels seus propietaris, 93 estaven llogats i ocupats pels llogaters i 12 estaven cedits a títol gratuït; 31 tenien una cambra, 49 en tenien dues, 100 en tenien tres, 184 en tenien quatre i 394 en tenien cinc o més. 587 habitatges disposaven pel capbaix d'una plaça de pàrquing. A 283 habitatges hi havia un automòbil i a 419 n'hi havia dos o més.

### Piràmide de població
La piràmide de població per edats i sexe el 2009 era:
| Homes | Edats   | Dones |
| ----- | ------- | ----- |
| 0     | 95 o +  | 4     |
| 0     | 90 a 94 | 0     |
| 8     | 85 a 89 | 32    |
| 8     | 80 a 84 | 12    |
| 28    | 75 a 79 | 32    |
| 60    | 70 a 74 | 48    |
| 52    | 65 a 69 | 68    |
| 40    | 60 a 64 | 64    |
| 52    | 55 a 59 | 56    |
| 76    | 50 a 54 | 104   |
| 72    | 45 a 49 | 72    |
| 92    | 40 a 44 | 84    |
| 68    | 35 a 39 | 72    |
| 96    | 30 a 34 | 80    |
| 24    | 25 a 29 | 52    |
| 48    | 20 a 24 | 76    |
| 64    | 15 a 19 | 24    |
| 92    | 10 a 14 | 60    |
| 68    | 5 a 9   | 84    |
| 76    | 0 a 4   | 68    |

## Economia
El 2007 la població en edat de treballar era de 1.256 persones, 912 eren actives i 344 eren inactives. De les 912 persones actives 878 estaven ocupades (480 homes i 398 dones) i 34 estaven aturades (12 homes i 22 dones). De les 344 persones inactives 101 estaven jubilades, 161 estaven estudiant i 82 estaven classificades com a «altres inactius».

### Ingressos
El 2009 a Vauhallan hi havia 747 unitats fiscals que integraven 1.985,5 persones, la mediana anual d'ingressos fiscals per persona era de 33.323 €.

### Activitats econòmiques
Dels 78 establiments que hi havia el 2007, 1 era d'una empresa extractiva, 11 d'empreses de construcció, 9 d'empreses de comerç i reparació d'automòbils, 4 d'empreses de transport, 3 d'empreses d'hostatgeria i restauració, 3 d'empreses d'informació i comunicació, 5 d'empreses financeres, 6 d'empreses immobiliàries, 15 d'empreses de serveis, 17 d'entitats de l'administració pública i 4 d'empreses classificades com a «altres activitats de serveis».
Dels 16 establiments de servei als particulars que hi havia el 2009, 4 eren guixaires pintors, 1 fusteria, 3 lampisteries, 1 electricista, 1 perruqueria, 2 restaurants i 4 agències immobiliàries.
Dels 2 establiments comercials que hi havia el 2009, 1 era una botiga de més de 120 m² i 1 una botiga de menys de 120 m².

## Equipaments sanitaris i escolars
El 2009 hi havia 1 escola maternal i 1 escola elemental.

## Poblacions més properes
El següent diagrama mostra les poblacions més properes.